# Morgan Island (Heard)
Morgan Island ist eine kleine Insel im südlichen Indischen Ozean. Sie ist die größte einer Gruppe von Inseln, die 1,5 km östlich des Kap Bidlingmaier vor der Nordküste der Insel Heard liegen.
Besagte Inselgruppe wurde 1860 vom US-amerikanischen Robbenjäger H. C. Chester grob kartiert, der zu jener Zeit in den Gewässern um die Insel Heard operierte. Sie sind als Morgan Islands auf Karten verzeichnet, die 1874 im Zuge der Challenger-Expedition (1872–1874) entstanden. Teilnehmer der Australian National Antarctic Research Expeditions kartierten sie 1948 und beschränkten die Benennung auf die hier beschriebene Insel.